# Rumba koule

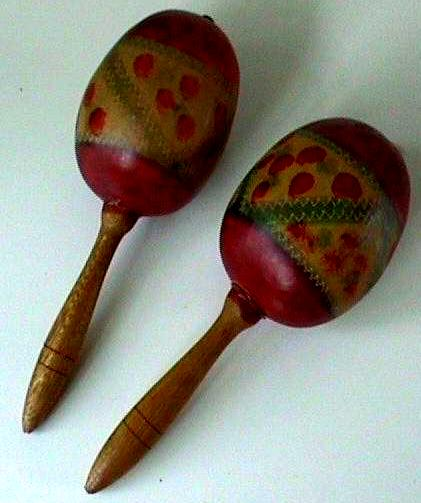
Rumbakoule

Rumbakoule (maracas, jedn. číslo je maraca) jsou hudební nástroje obvykle používané v páru, které se skládají z šišky oválného tvaru a krátké, většinou dřevěné rukojeti. Tato krátká tyč dosahuje délky přibližně 15 cm. Velikost samotné „šišky“ bývá okolo 13 cm. Uvnitř rumbakoule mohou být např. suché fazole, rýže apod. Je to oblíbený rytmický nástroj. Většinou se vyrábí z rostliny Crescentia (kujeta), která roste v tropických deštných lesích.